# Zona Centroibérica

Ubicación de la Zona Centroibérica en el contexto geológico de la península ibérica.

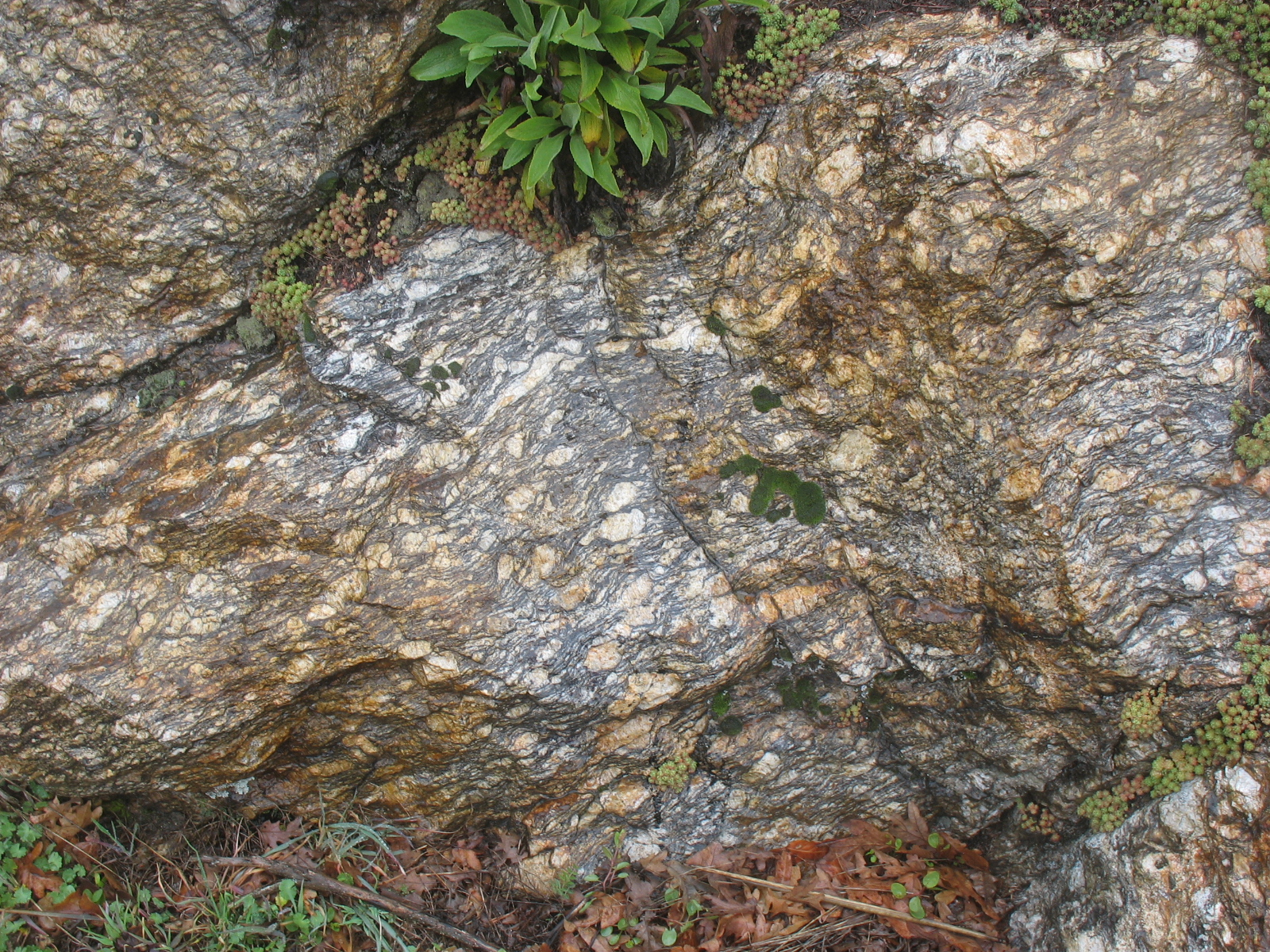
Gneis glandular de la unidad «gneises de la
Morcuera», Sistema Central.

La Zona Centroibérica  es una de las unidades geológicas en las que se subdivide el Macizo Ibérico. Es la más ancha y extensa del Macizo Ibérico, corresponde a las zonas centrales del orógeno varisco, y presenta una importante cantidad de batolitos graníticos. Está limitada al norte por la falla de Vivero y al sur por la Unidad Central de la Banda de cizalla de Badajoz-Córdoba. En el norte de esta zona se encuentran cabalgando sobre ella las unidades que componen la Zona de Galicia Trás-os-Montes.

## Estratigrafía
Estratigráficamente destaca por el carácter transgresivo de las cuarcitas del Ordovícico Inferior, por el predominio de los materiales preordovícicos y por presentar materiales ordovícicos y silúricos muy uniformes en casi toda la zona. Basándose en la estratigrafía de las rocas preordovícicas se han diferenciado dos dominios: el Dominio del Ollo de Sapo, en el norte, y el Dominio del Complejo Esquisto-grauváquico, que corresponde a la mayor parte de la zona.

## Magmatismo
El magmatismo de la orogenia varisca está muy desarrollado en la zona, con granitos autóctonos por fusión in situ de los materiales preorogénicos (anatexia) y con plutones graníticos tardiorogénicos. No presentan las características petrológicas de los granitos formados en zonas de subducción.